# راس والاس
راس والاس (انگلیسی: Ross Wallace؛ زادهٔ ۲۳ مهٔ ۱۹۸۵) بازیکن فوتبال اهل بریتانیا است.
از باشگاه‌هایی که در آن بازی کرده‌است می‌توان به باشگاه فوتبال سلتیک، باشگاه فوتبال ساندرلند، باشگاه فوتبال برنلی، باشگاه فوتبال پرستون نورث اند، و باشگاه فوتبال شفیلد ونزدی اشاره کرد.
وی همچنین در تیم‌های ملی فوتبال زیر ۱۹ سال اسکاتلند، زیر ۲۱ سال اسکاتلند و اسکاتلند بازی  کرده‌است.